# 黄色いからす
『黄色いからす』（きいろいからす）は、1957年に公開された五所平之助監督の日本映画である。カラー。スタンダード。上映時間は103分。同時上映は『えんぴつ泥棒』。

## 概要
監督に五所平之助、脚本に館岡謙之助と長谷部慶次が入ってオリジナル脚本として製作された。また、脚本には前述の2人以外にも作家の由起しげ子が協力し、特に台詞部分を担当している。
小学生の清（設楽幸嗣）とその母、吉田マチ子（淡島千景）の2人暮らしの家に、中国から父、一郎（伊藤雄之助）が復員してくる。しかし父はかつての後輩の元で働くことになったことが不満で、それが原因で清にも冷たい態度を取っている。やがて父と母には妹の光子が生まれ、清の感じる疎外感はますます強くなる。そんな中で、猟銃で怪我をした幼いカラスの子を清と女教師の芦原靖子（久我美子）が保護したこと、そしてカラスを父から放り出され、また父が清と約束していた大凧購入が反故にされたことをきっかけにして清は家出してしまうが、その清捜索の最中に母のマチ子は清の孤独感に気づき、そして原因が戦争の傷痕であり夫にも責任があることを訴え、発見された清は父一郎に涙ながらに抱きしめられ、そして一家のわだかまりは溶けていく、という家族愛を描いた内容である。
作品の評価としては、本作は1957年の第15回ゴールデングローブ賞外国語映画賞を受賞している。

## スタッフ
- 監督 - 五所平之助[2]
- 脚本 - 館岡謙之助[2]、長谷部慶治[3]
  - 脚本（台詞） - 由起しげ子[4][5]
- 製作 - 加賀二郎[2]、内山義重[2]
- 撮影 - 宮島義勇[2]
- 美術 - 久保一雄[2]
- 音楽 - 芥川也寸志[2]
- 録音 - 岡崎三千雄[2]
- 効果音 - 園田芳竜[4]
- 照明 - 平田光治[2]
- 編集 - 長田信[4]

## キャスト
- 淡島千景 - 吉田マチ子[2]
- 田中絹代 - 松本雪子[2]
- 設楽幸嗣 - 吉田清（息子）[2]
- 伊藤雄之助 - 吉田一郎（夫）[2]
- 安村まさ子 - 松本春子（養女）[2]
- 久我美子 - 芦原靖子[2]
- 飯田蝶子 - 東六の祖母[2]
- 沼田曜一 - 村上先生[2]
- 多々良純 - 秋月課長[2]
- 高原駿雄 - 鈴木[2]
- 中村是好 - 岡本[2]
- 戸田春子[4]
- 島田屯[4]
- 劇団こけし座[4]
- 劇団あすなろ[4]

## 受賞歴
- 1957年 第15回ゴールデングローブ賞 外国語映画賞受賞[7]

## 映像ソフト
1992年6月21日、松竹ホームビデオからビデオソフト（VHS）が発売された。